# Mansplaining
Mansplaining (ang. man „mężczyzna”, explaining „wyjaśnianie”) – potoczne określenie czynności objaśniania czegoś w sposób protekcjonalny i deprecjonujący rozmówcę. Z reguły odnosi się do tłumaczenia czegoś kobiecie przez mężczyznę. Po polsku termin bywa tłumaczony jako „panjaśnienie” i „tłumaczyzm”.

## Historia terminu
Zjawisko zostało opisane w 2008 r. przez Rebeccę Solnit w eseju „Men Explain Things to Me”. Rebecca Solnit opisała w nim odbytą na przyjęciu rozmowę, podczas której starszy mężczyzna próbował wyjaśnić jej istotę problemu opisanego w jej ostatniej książce. Następnie namawiał ją, aby zapoznała się z powyższą lekturą i nie przestał nawet wówczas, gdy dowiedział się, że rozmawia z autorką publikacji.
Kilka tygodni później w serwisie LiveJournal po raz pierwszy użyty został termin „mansplaining”. Szybko stał się on popularny i został uwzględniony w internetowej wersji Słownika Oxfordzkiego i Słownika Merriam-Webster. W 2010 roku New York Times umieścił określenie „mansplainer” w zestawieniu słów roku (Words of the Year).
Esej „Men Explain Things To Me” znalazł się w książce o tym samym tytule, wydanej w 2014 roku. Publikacja w 2017 roku ukazała się w Polsce pod tytułem „Mężczyźni objaśniają mi świat”.

## Charakterystyka zjawiska
Rebecca Solnit użyła terminu na określenie sytuacji, w której mężczyzna tłumaczy kobiecie dane zagadnienie w sposób zbyt pewny siebie, protekcjonalny i agresywny, gdyż jest przekonany, że posiada większą wiedzę, niż rozmówczyni. Tłumaczenie może przybrać formę nadmiernego uproszczenia zjawiska, o ile rozmówca zakłada, że druga strona nie zrozumie zbyt skomplikowanych procesów, czym jednocześnie ją obraża.
Zazwyczaj „tłumaczący” zachowuje się niegrzecznie, przerywa wypowiedzi, nie daje dojść do słowa, nie uwzględnia tego, że jego wiedza na dany temat nie jest wysoka i nie powinien zajmować w dyskusji pozycji eksperta.
Zjawisko jest odbierane negatywnie jako przejaw agresji, dyskryminacji lub braku kultury.

## Przykłady
O mansplaining oskarżono między innymi Donalda Trumpa za częste przerywanie wypowiedzi i pogardliwe traktowanie Hillary Clinton podczas debaty w kampanii prezydenckiej. Zachowanie Donalda Trumpa sparodiował komik Jimmy Kimmel w programie, którego gościem była Hillary Clinton. Kimmel, wyśmiewając postawę Trumpa, zapytał Hillary o to, czym jest mansplaining. Kiedy udzieliła dobrej odpowiedzi, zaczął poprawiać ją i tłumaczyć, jak powinna rozumieć to słowo.
Charakterystyczne dla mansplainingu cechy zaobserwowano w stosunku Jarosława Kaczyńskiego do Beaty Szydło.

## Krytyka terminu
Termin mansplaining bywa krytykowany z dwóch powodów.
Pierwszy dotyczy zasadności tworzenia nowego określenia na zjawisko, którego właściwości oddaje już istniejące słowo – a boor (gbur).
Drugi dotyczy podwójnych standardów. Tę kwestię w artykule w Los Angeles Times z 2015 podniosła Meghan Daum. Zwróciła uwagę, że zachowania opisane przez Solnit mogą dotyczyć również kobiet, a przypisywanie ich jedynie mężczyznom to seksizm.